# Anders Rönnblom (ishockeytränare)
Anders Karl Rönnblom, född 23 april 1941 i Skellefteå, är en svensk före detta ishockeyspelare och ishockeytränare.
Han spelade för Skellefteå AIK mellan säsongerna 1959 och 1970. Rönnblom har två SM-silver med klubben, 1961, 1963 och ett SM-brons 1960 i den dåvarande division 1-serien, Sveriges högsta.
Rönnblom var tränare för Skellefteå AIK mellan säsongerna 1977/87 och 1987/88 och han blev den första tränaren att vinna ett SM-guld med klubben, tillsammans med dåvarande lagledaren Lennart Lindström.